# Ruisseau de l'Iseran
Pour les articles homonymes, voir Iseran.
Le ruisseau de l'Iseran est un torrent de France situé dans les Alpes, en Savoie, dans la haute vallée de la Tarentaise. Il nait au col de l'Iseran et se dirige vers le nord, entre le signal de l'Iseran à l'est et la crête des Lessières à l'ouest pour finit sa course en se jetant dans l'Isère, dont il est l'un des premiers affluents, au Fornet, juste au-dessus de Val-d'Isère.

Vue panoramique du col de l'Iseran depuis la pointe des Lessières au sud avec le vallon de l'Iseran à gauche et celui de la Lenta à droite.